# Båktjávrrie (Arvidsjaurs socken, Lappland, 729414-167706)
Båktjávrrie är en sjö i Arvidsjaurs kommun i Lappland och ingår i Åbyälvens huvudavrinningsområde. Sjön har en area på 0,137 kvadratkilometer och ligger 354,9 meter över havet.

## Delavrinningsområde
Båktjávrrie ingår i det delavrinningsområde (729326-167802) som SMHI kallar för Inloppet i Stora Idträsket. Medelhöjden är 385 meter över havet och ytan är 5,76 kvadratkilometer. Det finns inga avrinningsområden uppströms utan avrinningsområdet är högsta punkten. Vattendraget som avvattnar avrinningsområdet har biflödesordning 2, vilket innebär att vattnet flödar genom totalt 2 vattendrag innan det når havet efter 147 kilometer. Avrinningsområdet består mestadels av skog (61 procent) och sankmarker (34 procent). Avrinningsområdet har 0,14 kvadratkilometer vattenytor vilket ger det en sjöprocent på 2,4 procent.